# Rubidoux, California
Rubidoux, California (енгл. Rubidoux) насељено је место без административног статуса у америчкој савезној држави Калифорнија.

## Демографија
По попису из 2010. године број становника је 34.280, што је 5.1 (17,5%) становника више него 2000. године.
| Група             | 2000.          | 2010.          |
| Белци             | 9.850 (33,8%)  | 7.703 (22,5%)  |
| Афроамериканци    | 2.137 (7,3%)   | 1.850 (5,4%)   |
| Азијати           | 654 (2,2%)     | 855 (2,5%)     |
| Хиспаноамериканци | 15.843 (54,3%) | 23.322 (68,0%) |
| Укупно            | 29.180         | 34.280         |